# لاچانز
لاچانز (به انگلیسی: LaChanze) (زادهٔ ۱۶ دسامبر ۱۹۶۱) بازیگر ، خواننده ، رقصنده آمریکایی است.
از فیلم‌های معروف او می‌توان به بازی در فیلم جهش از ایمان اشاره کرد.